# Kerk van Schurega
De Kerk van Schurega is het kerkgebouw in Schurega in de Nederlandse provincie Friesland.

## Geschiedenis
Ter vervanging van een kerk uit 1579 werd in 1715 een zaalkerk met driezijdig gesloten koor en rondboogvensters gebouwd in opdracht van grietman van Schoterland Martinus van Scheltinga (gevelsteen boven ingang). In 1910 werd de houten geveltoren aan de westzijde gebouwd.
In de kerk bevindt zich een preekstoel uit begin 18e eeuw (met een windmolen op het ruggeschot) en wandborden van Daniel de Blocq van Scheltinga. Het raam met gebrandschilderd glas is in 2010 gemaakt door Karel van der Wal als geschenk van de kinderen van Johan Molenaar. Het kabinetorgel uit 1895 werd gemaakt door Jan van Gelder en bevond zich in de periode 1937-1979 in de Bonifatiuskerk van Ter Idzard. Er zijn geen kerkbanken meer aanwezig. De kerk wordt gebruikt voor vergaderingen, exposities en rouw- en trouwdiensten. De kerk van Schurega is een rijksmonument en is sinds 1972 eigendom van de Stichting Alde Fryske Tsjerken.

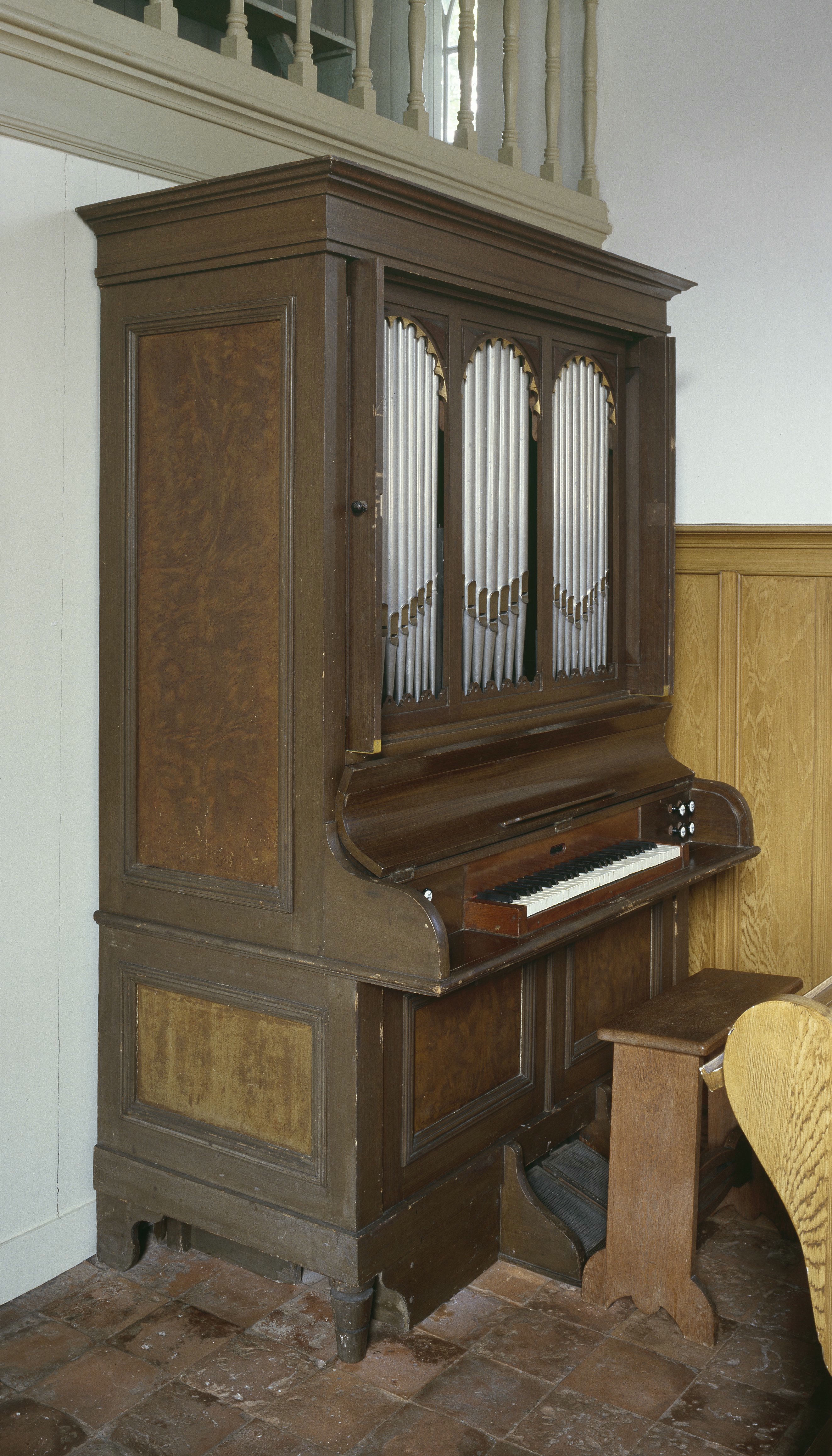
Orgel (2008)
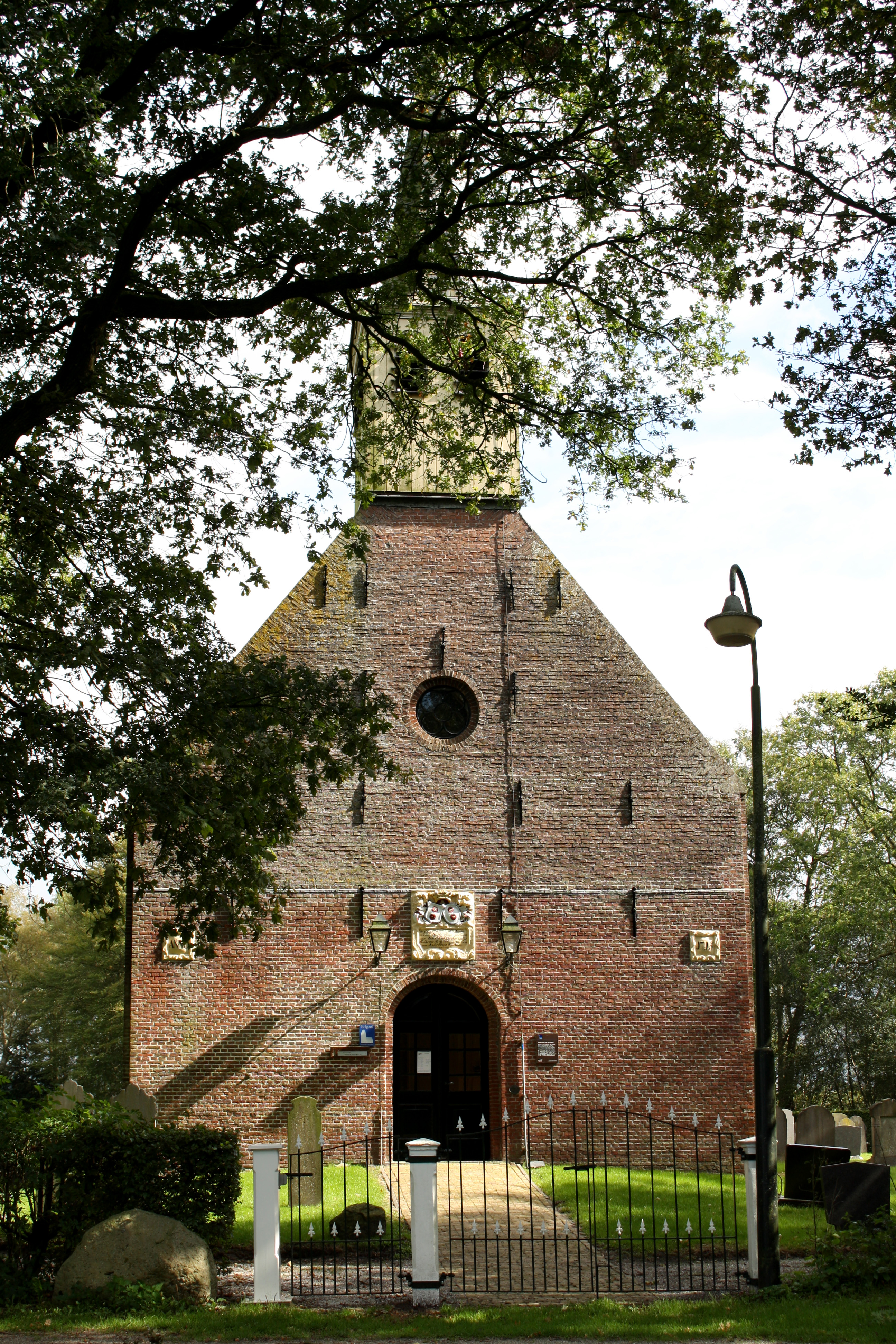
Voorgevel